# Ресдорф (Гольштейн)
Ресдорф (нем. Reesdorf) — община в Германии, в земле Шлезвиг-Гольштейн.
Входит в состав района Рендсбург-Экернфёрде. Подчиняется управлению Бордесхольм-Ланд. Население составляет 149 человек (на 31 декабря 2010 года). Занимает площадь 3,07 км².